# 24 août
Pour les articles homonymes, voir Vingt-Quatre-Août.
24 juillet 24 septembre
Chronologies thématiques
- Croisades
- Ferroviaires
- Sports
- Disney
- Anarchisme
- Catholicisme

Abréviations / Voir aussi
- (° 1852) = né en 1852
- († 1885) = mort en 1885
- a.s. = calendrier julien
- n.s. = calendrier grégorien
- Calendrier
- Calendrier perpétuel
- Liste de calendriers
- Naissances du jour

Le 24 août ou 24 aout est le 236e jour de l’année du calendrier grégorien, 237e lorsqu'elle est bissextile, il en reste ensuite 129.
C’était le 7 fructidor du calendrier républicain français, officiellement dénommé jour du sucrion (autre nom de l'escourgeon déjà célébré trois jours plus tôt).

## Événements

### Iersiècle
- 79 : l’éruption du Vésuve ensevelit, sous les cendres volcaniques, les villes de Pompéi et d’Herculanum, en Italie du sud[2]. La datation de cet événement a été revue par des historiens, qui la situent parfois plutôt aux alentours du 24 octobre.

### Vesiècle
- 410 : prise et sac de Rome par le roi des Wisigoths, Alaric Ier, jusqu'au surlendemain 26 août.

### XIIIesiècle
- 1215 : le pape Innocent III déclare invalide la Magna Carta (ou « Grande Charte »), accordée par le roi d'Angleterre Jean sans Terre aux barons anglais[3].

### XIVesiècle
- 1312 : confirmation par lettres patentes du 24 août de Philippe le Bel de la dévolution de l'Ordre du Temple à l'Ordre de Malte[4].

### XVIesiècle
- 1572 : massacre de la Saint-Barthélemy à Paris, entre 10 000 et 30 000 protestants sont assassinés dans les jours suivants.

### XVIIesiècle
- 1614 : l'assemblée définitive des trois ordres (tiers-état, noblesse et clergé) confirme, pour le clergé poitevin, son choix de députés du 2 août précédent, dont le jeune évêque Richelieu.
- 1690 : en Inde, l'Anglais Job Charnock (? -1693), un agent de la East India Company, responsable de l'usine anglaise de Cassimbazar, installe une nouvelle usine, à Sutanati. Cette date fut longtemps considérée comme la date de fondation de la moderne Calcutta[5].

### XVIIIesiècle
- 1704 : bataille navale de Vélez-Málaga (guerre de Succession d’Espagne), victoire française sur les forces anglo-néerlandaises, même si les pertes sont colossales dans chaque camp.
- 1789 : l'article 11, de la déclaration française des Droits de l'Homme et du Citoyen, affirme la liberté de la presse en France[6] : « La libre communication des pensées et des opinions est un des droits les plus précieux de l'homme : tout citoyen peut donc parler, écrire, imprimer librement, sauf à répondre de l'abus de cette liberté dans les cas déterminés par la loi »[7],[8].
- 1792 : fin de la bataille de Bressuire, prélude à la guerre de Vendée.

### XIXesiècle
- 1815 : la constitution du royaume des Pays-Bas est adoptée.
- 1821 : traité de Córdoba, marquant la fin de la guerre d’indépendance du Mexique.

### XXesiècle
- 1929 : massacre de Hébron, opposant des civils juifs à des émeutiers arabes. Près de soixante-dix Juifs meurent dans ce pogrom ; les forces britanniques demeurent connues pour leur inaction, au cours de ce massacre.
- 1931 : traité de neutralité entre la France et l'Union soviétique.[réf. nécessaire]
- 1944 : libération de l'Hôtel de Ville de Paris, par la colonne du capitaine Raymond Dronne, de la 2e Division Blindée, majoritairement composée des Républicains espagnols de La Nueve[9].
- 1949 : entrée en vigueur du traité créant l'OTAN[10].
- 1952 : les troupes britanniques évacuent le canal de Suez.[réf. nécessaire]
- 1968 : Canopus, la première bombe H française, explose, au-dessus de l’atoll polynésien de Fangataufa, dans l’océan Pacifique.
- 1991 :
  - proclamation de l’indépendance de l’Ukraine, qui mènera à l'instauration du Jour de l'Indépendance fêté tous les 24 août
  - démission de Mikhaïl Gorbatchev, de ses fonctions de secrétaire général du PCUS.

### XXIesiècle
- 2014 : la base aérienne de Tabqa est prise d'assaut par l'État islamique, pendant la guerre civile syrienne.
- 2016 : début de l'Opération Bouclier de l'Euphrate, lancée par l'armée turque et l'Armée syrienne libre contre les forces de l'État islamique dans le nord-ouest de la Syrie.
- 2018 : en Australie, révoqué par son parti, le Premier ministre Malcolm Turnbull démissionne, et est remplacé par Scott Morrison.
- 2019 : à Nauru, le président de la République, Baron Waqa, perd son siège de député, lors des élections législatives, et ne peut donc briguer de troisième mandat à la tête de l'État[11].
- 2021 : l'Algérie rompt ses relations diplomatiques avec le Maroc[12].

## Arts, culture et religion
- 1572 : début du massacre de la Saint-Barthélemy. Dans un semblant de guerre civile, sur fond de tensions politico-religieuses, les protestants sont massacrés par les catholiques dans la capitale, puis dans plusieurs villes de France.

## Sciences et techniques
- 2006 : Pluton n’est plus considérée comme une des neuf planètes stricto sensu, du système solaire, mais est reclassée en planète naine, dudit système.
- 2016 : annonce de la découverte de Proxima Centauri b, exoplanète de masse terrestre, dans la zone habitable de l'étoile la plus proche de la Terre, après le Soleil.

## Économie et société
- 1651 : Louis-Henri de Loménie de Brienne est nommé survivancier de son père.
- 2001 : incident du vol 236 Air Transat.
- 2016 : séisme en Italie, de magnitude 6,2 sur l'échelle de Richter.
- 2020 : aux Philippines, un double attentat islamiste fait 14 morts à Jolo[13].
- 2023 : les BRICS (Brésil, Russie, Inde, Chine et Afrique du Sud) annoncent l'intégration de six nouveaux pays, prévue le 1er janvier 2024 : Argentine, Iran, Arabie saoudite, Émirats arabes unis, Égypte et Éthiopie[14].
- 2024 : au Burkina Faso, au moins 100 à 400 civils et miliciens des VDP sont massacrés par des djihadistes du GSIM lors d'une attaque à Barsalogho[15].

## Naissances

### XIIesiècle
- 1113 : Geoffroy V d’Anjou, duc de Normandie († 7 septembre 1151).

### XIVesiècle
- 1393 : Arthur III de Bretagne dit le « connétable de Richemont » ou « le Justicier », seigneur breton prisonnier de guerre en Angleterre de fin octobre 1415 à environ 1420 puis connétable de France en mars 1425, l'un des compagnons d'armes de Jeanne d'Arc († 1431) reprenant Paris à ses occupants anglais le 13 avril 1436, duc de Bretagne de 1457 à sa mort († 26 décembre 1458).

### XVIesiècle
- 1552 : Lavinia Fontana, peintre italienne maniériste de l'école romaine († 11 août 1614).

### XVIIesiècle
- 1698 : Erik Pontoppidan, théologien et zoologiste danois († 20 décembre 1764).

### XVIIIesiècle
- 1750 : Letizia Bonaparte, mère de Napoléon Ier († 2 février 1836).
- 1762 : Anne-Louise de Domangeville, comtesse de Sérilly, aristocrate française († 17 avril 1799).
- 1772 : Guillaume Ier, roi des Pays-Bas († 12 décembre 1843).

### XIXesiècle
- 1807 : Jules Verreaux, botaniste et ornithologue français († 7 septembre 1873).
- 1830 : Adèle Hugo, auteure de journal intime française, cinquième enfant et la seconde fille de Victor Hugo et d'Adèle Foucher († 21 avril 1915).
- 1837 : Théodore Dubois, organiste, pédagogue et compositeur français († 11 juin 1924).
- 1844 : Émile Oustalet, zoologiste français († 23 octobre 1905).
- 1862 : Lajos Méhelÿ, zoologiste hongrois († entre 1946 et 1952).
- 1877 : Victor Boucher, acteur français († 21 février 1942).
- 1880 : Augustus Daniel Imms, entomologiste anglais († 3 avril 1949).
- 1884 : Pilar Jorge de Tella, féministe cubaine († 26 avril 1967).
- 1890 : 
  - Duke Kahanamoku, nageur et surfeur hawaïen, triple champion olympique († 22 janvier 1968).
  - Pearl Kendrick, bactériologiste américaine († 8 octobre 1980)
- 1895 : Richard James Cushing, prélat américain, archevêque de Boston († 2 novembre 1970).
- 1897 : Fred Rose, compositeur et éditeur de musique country américain († 1er décembre 1954).
- 1899 :
  - Ferhat Abbas, homme politique algérien, président du FLN, de 1954 à 1962, président du gouvernement provisoire de la République algérienne, de 1958 à 1961, et président de l’Assemblée nationale constituante de la République algérienne démocratique et populaire, de 1962 à 1963 († 24 décembre 1985).
  - Jorge Luis Borges, écrivain et poète argentin († 14 juin 1986).

### XXesiècle
- 1902 :
  - Fernand Braudel, historien français († 27 novembre 1985).
  - Carlo Gambino, mafieux américain d’origine sicilienne († 15 octobre 1976).
- 1905 :
  - Arthur Crudup, musicien et chanteur de blues américain († 28 mars 1974).
  - Donald Douglas, acteur écossais († 31 décembre 1945).
- 1912 : Florence Blot, actrice française († 9 octobre 1994).
- 1913 : Malcolm Knowles, pionnier de l'éducation pour adulte américain († 27 novembre 1997).
- 1915 : Wynonie Harris, chanteur de blues et de rhythm and blues américain († 14 juin 1969).
- 1916 : Léo Ferré, poète et musicien franco-monégasque († 14 juillet 1993).
- 1918 :
  - Avery Dulles, cardinal américain, professeur émérite († 12 décembre 2008).
  - Abdallah Ibrahim, homme d'État marocain († 11 septembre 2005).
  - Lucien Jeunesse, animateur de radio français († 4 mai 2008).
- 1920 :
  - Alex Colville, artiste peintre canadien († 16 juillet 2013).
  - Jean Desailly, comédien français († 11 juin 2008).
  - Pham Dang Tri, peintre vietnamien († 3 juin 1987).
- 1922 : 
  - Gordon Atkinson, homme politique canadien († 13 janvier 2006).
  - René Lévesque, journaliste de radio et télévision et homme politique canadien, Premier ministre du Québec de 1976 à 1985 († 1er novembre 1987).
- 1923 :
  - Pierre Barillet, co-auteur de théâtre français († 8 janvier 2019).
  - Jean-Marc Thibault, acteur, réalisateur et scénariste français († 28 mai 2017).
  - Dobrin Petkov (Добрин Петков), chef d’orchestre bulgare († 10 février 1987).
- 1924 :
  - Ahmadou Ahidjo, homme politique camerounais, premier président du Cameroun de 1960 à 1982 († 30 novembre 1989).
  - Jean-Paul Nolet, animateur de radio canadien († 2 janvier 2000).
  - Louis Teicher (en), pianiste américain du duo Ferrante & Teicher (en) († 3 août 2008).
- 1927 : 
  - Pierre Magnard, philosophe français, professeur émérite à Paris-Sorbonne, lauréat d'un grand prix de l'Académie française.
  - Harry Markowitz, économiste américain.
- 1929 :
  - Yasser Arafat, homme politique palestinien, président de l’Autorité palestinienne 1996 à 2004, prix Nobel de la paix 1994 († 11 novembre 2004).
  - Pierre Mazeaud, homme politique, ancien député, alpiniste et écrivain français.
- 1932 :
  - Cormac Murphy-O'Connor, prélat britannique († 1er septembre 2017).
  - Gérard Valet, journaliste français († 3 janvier 2005).
- 1936 : 
  - A. S. Byatt, écrivaine britannique.
  - Antonio María Rouco Varela, cardinal espagnol, archevêque de Madrid.
- 1937 : Yvan Ducharme, humoriste, animateur et acteur québécois († 21 mars 2013).
- 1938 :
  - Robert Conroy, romancier américain († 30 décembre 2014)
  - David Freiberg, bassiste américain des groupes Jefferson Airplane puis Jefferson Starship.
  - Mason Williams, guitariste et compositeur américain.
- 1939 :
  - Marc Laurendeau, humoriste de la troupe Les Cyniques, journaliste, enseignant, chroniqueur et animateur québécois.
  - Dora Emilia Mora de Retana, botaniste costaricienne († 12 juillet 2001).
- 1940 : Francine Lalonde, enseignante, syndicaliste et femme politique québécoise († 17 janvier 2014).
- 1941 :
  - Jürgen Eschert, céiste allemand champion olympique.
  - Alain Riou, journaliste, critique de cinéma, réalisateur et scénariste français, collaborateur chronique de l'émission "Le Masque et la Plume" de la radio "France Inter".
- 1942 :
  - Gary Filmon, homme politique canadien, premier ministre du Manitoba de 1988 à 1999.
  - Jimmy Soul (James McCleese dit), chanteur américain († 25 juin 1988)
- 1944 :
  - Bill Goldsworthy, joueur de hockey sur glace professionnel canadien († 29 mars 1996).
  - Gregory Jarvis, astronaute américain († 28 janvier 1986).
  - Réjean Tremblay, journaliste et scénariste québécois.
  - Roberto Villetti, homme politique Italien († 14 septembre 2019).
- 1945 :
  - Lillian Dyck, femme politique canadienne.
  - Ken Hensley, musicien, auteur-compositeur et producteur britannique du groupe Uriah Heep. († 4 novembre 2020).
  - Vincent James « Vince » McMahon, Jr., promoteur et commentateur sportif américain.
- 1946 : Richard Noel Richards, astronaute américain.
- 1947 :
  - Anne Archer, actrice et productrice américaine.
  - Paulo Coelho, homme de lettres brésilien.
- 1948 :
  - Jean-Michel Jarre, musicien français.
  - Alexander McCall Smith, écrivain et juriste zimbabwéen.
- 1949 :
  - Pia Degermark, actrice suédoise.
  - Anna Fisher, astronaute américaine.
  - Charles Rocket, acteur américain († 7 octobre 2005).
- 1950 :
  - Marc Aaronson, astronome américain († 30 avril 1987).
  - Huguette Bello, femme politique française.
  - Anne Renée, chanteuse québécoise.
- 1951 :
  - Danny Joe Brown, chanteur américain. († 10 mars 2005).
  - Orson Scott Card, écrivain de science-fiction américain.
- 1952 : Robert Phillips « Bob » Corker Jr., homme d’affaires et homme politique américain.
- 1954 :
  - Michel Crépu, écrivain et critique littéraire français.
  - Alain Daigle, joueur de hockey sur glace professionnel québécois.
- 1955 : Louis Bertholom, poète français.
- 1957 :
  - Stephen Fry, auteur, humoriste, acteur et réalisateur britannique.
  - Vyacheslav Yanovskiy, boxeur soviétique, champion olympique.
- 1958 : 
  - Steve Guttenberg, acteur, réalisateur, producteur et scénariste américain.
  - Marcela Losardo, avocate et femme politique argentine.
  - Chris Offutt, écrivain américain.
- 1959 : Marie Carmen, chanteuse québécoise.
- 1960 :
  - Freddy Hufnagel, basketteur puis entraîneur français.
  - Steven Lindsey, astronaute américain.
  - Perihan Mağden, femme de lettres turque.
  - Cal Ripken, Jr., joueur de baseball américain.
  - Franz Viehböck, spationaute autrichien.
- 1961 :
  - Ingrid Berghmans, judokate belge.
  - Jacques Chapdelaine (en), joueur puis entraîneur de football canadien.
- 1962 : Mary Weber, astronaute américaine.
- 1963 : Hideo Kojima, créateur de jeux vidéo japonais.
- 1964 :
  - Éric Bernard, pilote de F1 et de courses d’endurance français.
  - Salijan Charipov, spationaute ouzbek.
- 1965 : Marlee Matlin, actrice et productrice américaine.
- 1966 :
  - Daniel Morin, humoriste français, chroniqueur radiophonique.
  - Stéphanie Murat, actrice, réalisatrice et scénariste française.
  - Jon Sieben, nageur australien, champion olympique.
- 1968 : Benoît Brunet, joueur de hockey sur glace professionnel québécois.
- 1969 : Guillaume Cramoisan, acteur français.
- 1972 :
  - Jean-Luc Brassard, skieur acrobatique québécois.
  - Christian Ruud, joueur de tennis norvégien.
- 1973 : 
  - Dave Chappelle, acteur américain.
  - Inge de Bruijn, nageuse néerlandaise, quadruple championne olympique.
- 1976 : 
  - Alex O'Loughlin, acteur américain.
  - Simon Dennis, rameur d'aviron britannique, champion olympique.
- 1977 : John Green, écrivain américain.
- 1978 :
  - Yves Allegro, joueur de tennis suisse.
  - Alex Lutz, acteur, humoriste, metteur en scène et auteur de théâtre français.
  - Derek Morris, défenseur canadien de hockey sur glace.
- 1979 :
  - Fabienne Carat, actrice française.
  - Orlando Engelaar, footballeur néerlandais.
  - Katja Nyberg, handballeuse norvégienne.
  - Michael Redd, basketteur américain.
- 1980 : Grégory Villemin, garçonnet assassiné († 16 octobre 1984).
- 1981 : Chad Michael Murray, acteur américain.
- 1982 : Kim Källström, footballeur suédois.
- 1983 : Brett Gardner, joueur de baseball américain.
- 1984 : Charlie Villanueva, basketteur américain.
- 1987 :
  - Leonardo Genoni, joueur de hockey sur glace suisse.
  - Anže Kopitar, joueur de hockey sur glace professionnel slovène.
- 1988 : Rupert Grint, acteur britannique.
- 1992 : Jemerson (Jemerson de Jesus Nascimento dit), footballeur brésilien.
- 1993 : Maryna Zanevska, joueuse de tennis belge.
- 1995 :
  - Wenwen Han, actrice et violoniste chinoise.
  - Noah Vonleh, basketteur américain.
- 1997 : Alan Walker, DJ et producteur britannico-norvégien.
- 2000 : Griffin Gluck, acteur américain.

## Décès

### Iersiècle
- 79 :
  - Pline l’Ancien, écrivain et naturaliste romain mort dans l’éruption du Vésuve qui ensevelit Pompéi et Herculanum (° 23 apr. J.-C.) ;
  - autres victimes du Vésuve, sinon le 24 octobre.

### XIesiècle
- 1042 : Michel V, empereur byzantin (° vers 1015).

### XIIIesiècle
- 1217 : Eustache le moine, pirate français (° vers 1170).

### XIVesiècle
- 1372 : Casimir III de Poméranie, duc de Szczecin (° v. 1348).

### XVIesiècle
- 1540 : Parmigianino, peintre italien (° 11 janvier 1503).
- 1542 : Gasparo Contarini, prélat italien (° 16 octobre 1483).
- 1572 : Gaspard II de Coligny, militaire et dirigeant huguenot français, assassiné lors du massacre de la Saint-Barthélemy (° 16 février 1519).

### XVIIesiècle
- 1617 : Sainte Rose de Lima (Isabel Flores de Oliva), péruvienne, première sainte canonisée du Nouveau Monde (° 1586).
- 1648 : Diego de Saavedra Fajardo, écrivain, homme d’État et diplomate espagnol (° 6 mai 1584).
- 1666 : Francisco Manuel de Melo, écrivain, militaire et diplomate portugais (° 23 novembre 1608).
- 1679 : le cardinal de Retz (Jean-François Paul de Gondi dit), prélat et mémorialiste français (° 20 septembre 1613).

### XIXesiècle
- 1803 : 
  - Francis Page, homme politique britannique (° 1726).
  - James Napper Tandy, militaire homme politique irlandais (° vers 1740).
- 1832 : Sadi Carnot, physicien français (° 1er juin 1796).
- 1856 : William Buckland, géologue et paléontologue britannique (° 12 mars 1784).
- 1859 : John Blake White, peintre américain (° 2 septembre 1781).
- 1861 : Pierre Berthier, minéralogiste et géologue français (° 3 juillet 1782).
- 1883 : Henri d’Artois, comte de Chambord, prétendant à la couronne de France (° 29 septembre 1820).
- 1886 :
  - François La Vieille, homme politique français (° 20 janvier 1829).
  - Marie de l'Incarnation Rosal, religieuse guatémaltèque (° 27 octobre 1815).
- 1888 : Rudolf Clausius, physicien allemand (° 2 janvier 1822).

### XXesiècle
- 1921 : Nikolaï Goumilev (Никола́й Степа́нович Гумилёв), poète russe (° 15 avril 1886).
- 1921 : Iacob Pistiner, homme politique et avocat roumain (° 1882).
- 1936 : 
  - Aurelia Gutiérrez-Cueto Blanchard, universitaire républicaine espagnole (° 1er décembre 1877).
  - María Silva Cruz, militante anarchiste (° 20 avril 1915).
- 1942 : Anita Cantieri, laïque italienne du Tiers-Ordre carmélite déclarée vénérable en 1991 (° 30 mars 1910).
- 1943 : 
  - Antonio Alice, peintre argentin (° 23 février 1886).
  - Simone Weil, philosophe et écrivaine française (° 3 février 1909).
- 1945 : Midori Naka, actrice japonaise (° 19 juin 1909).
- 1966 : 
  - Tadeusz Bór-Komorowski, militaire polonais (° 1er juin 1895).
  - Lao She, écrivain chinois (° 3 février 1899).
- 1973 : Jacques Datin, compositeur français (° 14 juin 1920).
- 1977 : Bud O’Connor, joueur de hockey sur glace professionnel canadien (° 21 juin 1916).
- 1978 : Louis Prima, chanteur, compositeur et musicien américain (° 10 décembre 1910).
- 1982 :
  - Ludovic Massé, écrivain français (° 7 janvier 1900).
  - Félix-Antoine Savard, prêtre catholique et écrivain québécois (° 31 août 1896).
- 1996 :
  - Jean Aurel, réalisateur et scénariste français (° 6 novembre 1925).
  - Émile Noël, haut fonctionnaire français (° 17 novembre 1922).
- 1997 :
  - Tete Montoliu, pianiste de jazz espagnol (° 28 mars 1933).
  - Luigi Villoresi, pilote de moto italien (° 16 mai 1909).
- 1998 :
  - John Littleton, chanteur français d’origine américaine (° 1930).
  - E. G. Marshall (Everett Euguene Grunz dit), acteur américain (° 18 juin 1914).
  - Levan Sanadze, athlète de sprint soviétique puis géorgien (° 16 août 1928).
  - Georges Senfftleben, cycliste sur piste français (° 19 décembre 1922).
- 1999 :
  - Warren Covington (en), tromboniste et chef d’orchestre américain (° 7 août 1921).
  - Mary Jane Croft, actrice américaine (° 15 février 1916).
  - Eduardo Endériz, footballeur uruguayen puis espagnol (° 28 juillet 1940).
  - Benito García, footballeur puis entraîneur espagnol (° 3 avril 1915).
  - Alexandre Lagoya, musicien français (° 29 juin 1929).

### XXIesiècle
- 2001 : Jane Greer, actrice américaine (° 9 septembre 1924).
- 2006 :
  - Léopold Simoneau, ténor québécois (° 3 mai 1916).
  - Fernanda de Utrera, chanteuse de flamenco espagnol (° 9 février 1923).
  - John Weinzweig, compositeur canadien (° 11 mars 1913).
- 2007 :
  - Andrée Plamondon Boucher, femme politique canadienne, mairesse de Sainte-Foy, de 1985 à 2002, puis de Québec, de 2005 à 2007 (° 31 janvier 1937).
  - Hansjörg Felmy, acteur allemand (° 31 janvier 1931).
  - Abdul Rahman Aref, homme d'État irakien (° 14 avril 1916).
  - Aaron Russo, producteur et réalisateur américain (° 14 février 1943).
  - Bruno Trentin, homme politique et syndicaliste italien (° 9 décembre 1926).
- 2010 : Satoshi Kon, mangaka et réalisateur japonais (° 12 octobre 1963).
- 2014 : Richard Attenborough, acteur et réalisateur britannique (° 29 août 1923).
- 2016 :
  - Juan Bell, joueur de baseball dominicain (° 29 mars 1968).
  - Michel Butor, écrivain français (° 14 septembre 1926).
  - Gilles Gaston Granger, épistémologue et philosophe rationaliste franco-brésilien (° 28 janvier 1920).
  - George Kaczender, réalisateur canadien (° 19 avril 1933).
  - Walter Scheel, homme politique allemand, président de la RFA de 1974 à 1979 (° 8 juillet 1919).
  - Roger Tsien, biochimiste et biophysicien américain (° 1er février 1952).
  - Henning Voscherau, homme politique allemand (° 13 août 1941).
- 2017 :
  - Cecil D. Andrus, homme politique américain (° 25 août 1931).
  - Jay Thomas, acteur et humoriste américain (° 12 juillet 1948).
- 2018 :
  - Tom Frost, grimpeur et alpiniste américain (° 30 juin 1936).
  - Uri Katzenstein, sculpteur israélien (° 1951).
  - Lindsay Kemp, chorégraphe, acteur et mime britannique (° 3 mai 1938).
  - Jeff Lowe, alpiniste américain (° 13 septembre 1950).
  - Javier Otxoa, cycliste sur route espagnol (° 30 août 1974).
  - Aleksei Paramonov, footballeur et ensuite entraîneur soviétique puis russe (° 21 février 1925).
  - Antonio Pennarella, acteur italien (° 27 mai 1960).
  - Valentina Rastvorova, escrimeuse soviétique puis russe (° 17 juin 1933).
  - Ivan Štraus, architecte yougoslave puis bosnien (° 24 juin 1928).
- 2019 : Julia Flores Colque, surnommée « Mama Julia » (ジュリア・フローレス・コルケ (ja)), possible doyenne provisoire bolivienne de l'humanité (° 26 octobre 1900)[16].
- 2020 :
  - Pascal Lissouba, homme politique congolais, président de la République du Congo de 1992 à 1997 (° 15 novembre 1931).
  - Gail Sheehy, journaliste et autrice américaine (° 27 novembre 1937).
- 2021 :
  - Alain Boudet, poète, écrivain pour la jeunesse et professeur de lettres français (° 1er août 1950).
  - Pierre Dutot, trompettiste classique français (° 11 juin 1946).
  - Léopold Fakambi, ingénieur agronome, nutritionniste, universitaire et inventeur béninois (° 21 octobre 1942).
  - Hissène Habré, ancien dictateur tchadien emprisonné en Afrique de l'ouest (° vers 1942).
  - Olga Lipovskaïa, journaliste, poète, traductrice et militante féministe soviétique russe (° 9 février 1954).
  - Calogero Lo Giudice, homme politique italien (° 16 juin 1938).
  - Michel Marot, architecte français (° 29 janvier 1926).
  - Mario Pennacchia, écrivain et journaliste sportif italien (° 10 mai 1928).
  - Mangala Samaraweera, homme d'État srilankais (° 21 avril 1956).
  - Jan Suchý, hockeyeur sur glace tchécoslovaque puis tchèque (° 10 octobre 1944).
  - Wilfried Van Moer, footballeur puis entraîneur belge (° 1er mars 1945).
  - Charlie Watts, musicien de jazz britannique, batteur de pop rock des Rolling Stones de 1963 jusqu’à la fin de sa vie (° 2 juin 1941).
- 2022 :
  - Hérard Abraham, militaire et homme d'État haïtien (° 28 juillet 1940).
  - Len Dawson, joueur de foot U.S. américain (° 20 juin 1935).
  - Paul Knox, hockeyeur sur glace canadien (° 29 novembre 1933).
- 2023 :
  - Andrzej Kasprzak, basketteur polonais (° 14 mars 1946).
  - Bernie Marsden, musicien britannique (° 7 mai 1951).
  - Claude Picasso, homme d'affaires, réalisateur et photographe franco-espagnol (° 15 mai 1947).
  - Arleen Sorkin, actrice, scénariste et productrice américaine (° 14 octobre 1955).
  - Keith Spicer, universitaire, fonctionnaire, journaliste et écrivain canadien (° 6 mars 1934).
  - Belisario Velasco, homme politique chilien (° 5 février 1936).
  - Bray Wyatt, catcheur américain (° 23 mai 1987).
- 2024 :
  - Émile Breton, journaliste et critique de cinéma français (° 27 février 1929).
  - Christoph Daum, entraîneur de football allemand (° 24 octobre 1953).
  - George Rhoden, athlète de sprint jamaïcain (° 13 décembre 1926).
  - Chrístos Yannarás, philosophe et théologien orthodoxe grec (° 10 avril 1935).

## Célébrations
- Uruguay : Nuit de la nostalgie[17].

### Nationale
- Ukraine : jour de l'Indépendance, fête nationale commémorant sa séparation d'avec l'U.R.S.S. à dominante russe en 1991 (voir aussi la fête du drapeau ukrainien la veille 23 août).

### Religieuses
- Christianisme :
  - translation en 580 des reliques de saint Barthélemy à Lipari (date occidentale, voir 25 août en Orient, soit le lendemain grégorien, ou bien au 25 août julien) ;
  - fête patronale annuelle de l'île française et antillaise Saint-Barthélemy ;
  - station à Bethphagé où mémoire de saint Thomas (sinon Barthélémy / Nathanaël ci-après) avec lecture de : Ac. 1, 12-14 ; I Cor. 12, 26 -13, 10 ; Jn 20, 24-31 ou Mt. 9, 35(- 10, 15) dans le lectionnaire de Jérusalem.

### Saints des Églises chrétiennes

#### Saints catholiques et orthodoxes du jour
- Barthélemy dit Saint Barthélemy [(l') apôtre] (bar-Tolmay en araméen ou « fils du sillon »), Ier siècle(s) avant, pendant ou avec puis peu après J.-C. lui-même, sinon ce Ier siècle entier),
  - Juif de Galilée et un des douze apôtres de Jésus de Nazareth selon les listes d'apôtres des trois évangiles synoptiques du Nouveau testament biblique (Mt, Mc et Lc) et du livre des Actes des Apôtres (Ac),
  - identifié par la tradition chrétienne antique sinon par toute l'exégèse contemporaine au disciple Nathanaël mentionné dans l'évangile selon Jean ainsi que d'autres sources chrétiennes [fêté les 11 juin (julien ?) en Orient qui commémore le transfert de ses reliques supposées le lendemain 25 août (toujours grégorien ?)].
- Georges de Lemnos († v. 730), Martyr en Bithynie.
- Martyrs de Massa Candida († 258), Martyr dans l'actuelle Tunisie.
- Ouen († 684), Évêque de Rouen.
- Rigomer (VIe siècle), Prêtre du diocèse du Mans.
- Tatien († 304), Martyr en Bithynie.

#### Saints et bienheureux catholiques
du jour :
- André Fardeau († 1794), bienheureux, prêtre, un des 99 martyrs d'Angers, sous la Révolution française.
- Ceslas Jozwiak († 1942), bienheureux, martyr du Nazisme.
- Édouard Kazmierski († 1942), bienheureux, martyr du Nazisme.
- Édouard Klinik († 1942), bienheureux, martyr du Nazisme.
- Émilie de Vialar († 1856), fondatrice des Sœurs de Saint-Joseph-de-l’Apparition.
- François Kesy († 1942), bienheureux, martyr du Nazisme.
- Jeanne-Antide Thouret († 1826), religieuse française, fondatrice de congrégation.
- Jaroniev Wojciechowski († 1942), bienheureux, martyr du Nazisme.
- Marie de L'incarnation Rosal († 1886), bienheureuse religieuse guatémaltèque.
- Michelle Desmaisières (Marie-Michelle du Saint-Sacrement) († 1866), religieuse espagnole.
- Maximilien Binkiewiecz († 1942), bienheureux prêtre polonais et martyr à Dachau.
- Miroslav Bulešic († 1947), bienheureux prêtre croate martyr.
- Thierry de Leernes († 1087), Bienheureux Abbé.
- Veronica Antal († 1958), bienheureuse Martyre en Roumanie.

#### Saints orthodoxes
- Arsène de Gomel († 1550), fondateur de monastère.
- Cosmas d'Aitolie († 1779), Martyr en Albanie.

## Traditions et superstitions

### Dictons
- « À la saint-Barthélémy, la grenouille sort de son nid. »[19]
- « Gertrude [ 17 mars ] amène les cigognes, Barthélémy vide leur nid. »[20]
- « Pluie de la saint-Barthélémy, de la vigne est l’ennemie. »[21]

### Astrologie
- Signe du zodiaque : premier jour du signe astrologique de la Vierge.

## Toponymie
Les noms de plusieurs voies, places, sites ou édifices de pays ou régions francophones contiennent cette date sous différentes graphies : voir Vingt-Quatre-Août .